# Pilota (Boardwalk Empire - L'impero del crimine)
L'episodio pilota della serie televisiva statunitense Boardwalk Empire - L'impero del crimine dell'emittente statunitense HBO è andato in onda il 19 settembre 2010; in Italia è stato trasmesso su Sky il 14 gennaio 2011.

Sceneggiato dall'ideatore della serie Terence Winter e diretto da Martin Scorsese con un budget di 18 milioni di dollari, l'episodio si basa sul romanzo di Nelson Johnson Boardwalk Empire: The Birth, High Times and Corruption of Atlantic City (2002).
Ambientato negli anni Venti del proibizionismo e dell'età d'oro del jazz, con questo episodio vengono introdotti i protagonisti della prima stagione della serie, a partire da Nucky Thompson (Steve Buscemi), il tesoriere corrotto di Atlantic City, basato sulla reale figura del politico Enoch L. Johnson. Attorno a Thompson, tra gioco d'azzardo, prostituzione e soprattutto commercio di liquori, ruotano le vicende di una serie di personaggi di finzione, tra cui Jimmy Darmody (Michael Pitt), Margaret Schroeder (Kelly Macdonald) e l'agente Nelson Van Alden (Michael Shannon). Da Atlantic City, location principale dell'episodio e della serie stessa, si estende un triangolo di criminalità che coinvolge anche Chicago e New York, con l'inserimento nella narrazione di personaggi realmente esistiti, tra cui Arnold Rothstein, Al Capone e Lucky Luciano.
Il "boardwalk" del titolo si riferisce alla passerella di legno che si affaccia sulla spiaggia di Atlantic City, dirimpetto all'oceano.
Il titolo originale dell'episodio è Boardwalk Empire, mentre in Italia, sebbene tutti gli episodi della serie mantengano il proprio titolo originale, esso è stato denominato Pilota.
L'episodio ha fatto registrare 4,81 milioni di spettatori che rappresenta il più alto share per una serie al debutto dell'emittente dal pilot di Deadwood, il 21 marzo 2004 (con un lead-in de I Soprano). Visti i dati d'ascolto, la serie è stata rinnovata subito per una seconda stagione.
Ha ottenuto 6 Emmy Awards 2011, su 18 candidature complessive della serie.

## Trama
Atlantic City, 1920, antefatto: dal porto della città parte un carico notturno di 500 casse di whisky verso New York. Le automobili vengono fermate in un agguato tra i boschi, organizzato da alcuni uomini mascherati.
Tre sere prima, alla vigilia dell'entrata in vigore del Volstead Act (la legge che proibisce l'uso di alcolici e ne fa un reato federale) il tesoriere della città Nucky Thompson parla a favore dell'imminente proibizionismo durante una riunione della "Lega della Temperanza" (Women's Temperance League), un'associazione femminile della città. Tra il pubblico, Margaret Schroeder rimane molto colpita dalle parole e dalla dialettica del tesoriere, che accenna anche all'imminente diritto di voto alle donne.
Al termine del discorso, Thompson e Jimmy Darmody (suo tirapiedi ed autista, appena tornato dal fronte) si recano da Babette, un ristorante di lusso dove, a ritmo di musica jazz, si aspetta l'imminente scoccare della "nuova era" del proibizionismo. Nell'occasione, assieme al sindaco, allo sceriffo Eliah (fratello di Nucky) e ad altre autorità, Thompson decide il futuro di Jimmy, comunicandogli che diventerà il nuovo aiutante di Ryan, futuro capo distretto.
Intanto in città arrivano i boss Arnold Rothstein di New York e Johnny Torrio di Chicago (accompagnati dai loro giovani aiutanti, Lucky Luciano ed Al Capone) oltre a Big Jim Colosimo, anch'egli di Chicago; il loro incontro avviene sotto lo sguardo dell'agente capo del proibizionismo Van Alden.
La mattina successiva, Margaret, che è incinta di un terzo figlio, si reca da Thompson per chiedere un lavoro stagionale per il marito, il panettiere Hans, giocatore di dadi ed alcolista: Thompson, dopo aver ascoltato le richieste della donna, le dà del denaro e la congeda, quindi si reca al molo per accordarsi sull'arrivo delle 500 casse di liquori, prevista per la notte successiva. Incontra inoltre il polacco Mickey "Doyle", che ha messo in piedi una fabbrica clandestina di liquore sul retro di un obitorio. Dopo un alterco con Doyle, Jimmy litiga con Nucky, lamentandosi di non essere stato promosso lui stesso capo distretto e di dover fare ancora gavetta, nonostante gli anni passati al suo fianco. Nucky, che non lo ritiene adatto a fare politica, non cambia la sua decisione e rimprovera aspramente a Jimmy di aver abbandonato gli studi universitari a Princeton per andare in guerra, lasciando a casa la moglie Angela, incinta. Thompson si incontra a cena con Rothstein, Torrio e Big Jim Colosimo, osservati a distanza dall'agente Van Alden. Torrio fa da mediatore fra i boss, che mettono a punto un primo accordo per la sera successiva (che sfocerà nell'agguato) per l'acquisto da parte di Rothstein del liquore.
Il giorno dopo, Darmody viene convocato negli uffici dell'FBI, dopo che è stata notata la sua presenza a fianco di Thompson: il Dipartimento fa pressione perché il ragazzo passi dalla parte della legge, puntando anche sul suo passato da soldato, ma Jimmy non se la sente di tradire Thompson. Nella stessa mattinata, Rothstein inizia a sbancare uno dei casinò di Thompson, mandando quest'ultimo su tutte le furie; il tesoriere si precipita al casinò e si scontra verbalmente con il boss di New York, quindi trova alla roulette Hans, il marito di Margaret mentre sperpera i soldi che egli stesso aveva dato alla donna il giorno prima. La reazione di Thompson è furiosa e Hans viene sbattuto fuori dal locale.
La notte dell'agguato, Darmody e Al Capone intendono solo portar via le casse dei liquori, ma la cosa sfugge loro di mano e si trasforma nel massacro dei quattro uomini della scorta: un quinto, ferito, riesce a fuggire nei boschi. Anche i federali sono nella stessa zona: fanno irruzione nella cantina delle pompe funebri di Doyle e sequestrano tutto il liquore clandestino. Thompson capisce presto che dietro l'azione ai suoi danni c'è Jimmy,; su consiglio del commodoro, consegna all'opinione pubblica un colpevole, come la città pretende. Viene così fatto fuori Hans, che poco prima, picchiando la moglie, le aveva fatto perder il bambino che portava in grembo.

## Premi
La serie nel suo complesso ha vinto 2 Golden Globe 2011 per Miglior serie drammatica e Miglior attore per Steve Buscemi, mentre questo specifico episodio, come accennato, ha ottenuto 6 Emmy Awards 2011 di categoria, tra cui quello alla Miglior regia per una serie tv drammatica a Scorsese, sugli 8 complessivi conquistati dalla serie (su 18 candidature, il numero più alto per quella edizione).
Per la parte tecnica (a cui si riferiscono molti degli Emmy a cui la serie è stata candidata) è da segnalare la presenza, nella veste di supervisore agli effetti visivi, di Robert Stromberg, scenografo già collaboratore di Scorsese (The Aviator, Shutter Island) e vincitore di due Oscar alla migliore scenografia consecutivi (2010 e 2011) per il lavoro svolto su Avatar di James Cameron e Alice in Wonderland di Tim Burton.
- Emmy Awards 2011
  - Miglior regia per una serie tv drammatica: Martin Scorsese;
  - Miglior montaggio video per una serie drammatica single-camera: Sidney Wolinsky
  - Miglior montaggio audio per una serie tv: Philip Stockton, Eugene Gearty, Fred Rosenberg, Marissa Littlefield, Steve Visscher, Jennifer Dunnington e Marko Costanzo;
  - Miglior makeup per una serie single-camera (non-protesico): Nicki Ledermann ed Evelyn Noraz;
  - Migliori effetti speciali/visivi per una serie tv: Robert Stromberg, David Taritero, Justin Ball, Richard Friedlander, Paul Graff, Steve Kirshoff, J. John Corbett, Brian Sales e Ah Dee;
  - Miglior direzione artistica per una serie single-camera: Bob Shaw, Douglas Huszti e Debra Schutt

## Distribuzione
In Italia è stato presentato fuori concorso al Festival Internazionale del Film di Roma 2010.

## Produzione

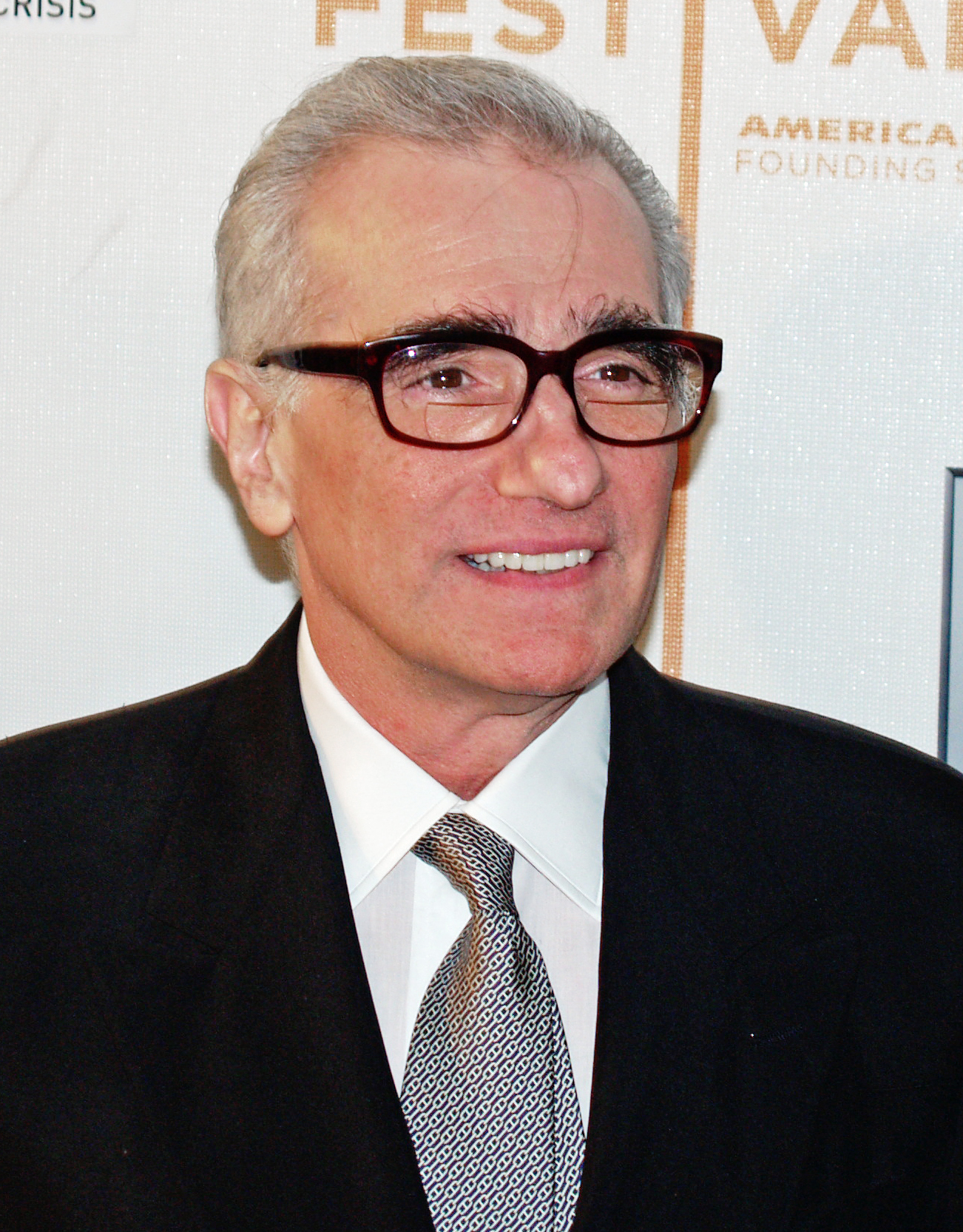
Martin Scorsese, 2007. Fotografia di D. Shankbone

### Regia
Terence Winter, sceneggiatore già vincitore di Emmy Award per I Soprano (The Sopranos, sempre per l'HBO) iniziò l'adattamento del romanzo Boardwalk Empire: The Birth, High Times, and Corruption of Atlantic City di Nelson Johnson nel giugno del 2008.
La scelta di focalizzare l'adattamento del romanzo sul periodo del proibizionismo si basava sul fatto che si trattava di un periodo non particolarmente analizzato.
Il 1º settembre 2009 è stato annunciato che Scorsese avrebbe diretto il pilot: si tratta del primo episodio televisivo diretto dal regista italoamericano dopo Lo specchio (1986), 19º episodio della prima stagione di Storie incredibili, serie ideata, prodotta e in parte girata da Steven Spielberg.
Sul suo ritorno dietro la macchina da presa per un prodotto televisivo, Scorsese ha dichiarato: "Ciò che è accaduto negli ultimi 9-10 anni, in particolare all'HBO, è quello che, a metà anni sessanta, speravamo accadesse per i primi film televisivi, che avrebbero dovuto avere libertà, abilità nel creare un universo, personaggi di ampio respiro e storie a lungo termine. Ma nei decenni successivi non penso sia accaduto (…)". Scorsese ha inoltre dichiarato che lavorare all'HBO rappresenta una "nuova opportunità di narrazione, molto diversa dalla televisione del passato".

### Cast
La scelta degli attori per il pilot e per la serie in generale (in questo episodio figurano tutti i principali, tranne Gretchen Mol e Michael Kenneth Williams, pur presenti nei titoli di testa) non è stata particolarmente difficoltosa: "Scorsese è una calamita per gli attori, tutti vogliono lavorare con lui": così Winter evidenzia che non è stato difficile reclutare attori per il cast di Boardwalk Empire. Per il ruolo del protagonista Nucky Thompson, basato sulla figura reale del boss politico di Atlantic City Enoch L. Johnson, Winter ha voluto staccarsi quanto più possibile dalla realtà: "Se avessi voluto farlo somigliante avrei preso James Gandolfini". La scelta di Buscemi venne decisa quando Scorsese affermò che avrebbe voluto lavorare con l'attore (tra l'altro già diretto brevemente in Lezioni dal vero, primo episodio di New York Stories, 1989, con Nick Nolte).
Winter lo conosceva bene, avendo lavorato con lui ne I Soprano (dove Buscemi ha personificato Tony Blundetto). A Buscemi venne così mandato lo script e rispose in modo entusiastico, dichiarando "Wow, quasi mi dispiace averlo letto, perché se non mi prendono sarebbe davvero triste": Winter tuttavia confermò subito che Buscemi era la prima scelta). Scorsese apprezza l'attore per la varietà di sensazioni che sa trasporre sullo schermo, dall'alto senso del dramma ad un innato sense of humour
Oltre a dirigere il pilot, Scorsese rimane tra i produttori esecutivi: ha inoltre impostato l'atmosfera complessiva della serie, le ambientazioni e la scenografia (elementi che sono stati poi seguiti dagli altri registi), partecipando al montaggio e ai giornalieri, come riferito da Winter, col quale si trovava al sabato pomeriggio per valutare il lavoro settimanale. Anche la sigla della serie (Straight up and down di Brian Jonestown Massacre) un tema musicale rock "anacronistico" rispetto all'ambientazione della serie, è considerata "molto scorsesiana", vista la grande attenzione del regista verso i temi musicali dei suoi film, che sceglie personalmente. Scorsese rimane tuttora coinvolto nella produzione e, se la serie procederà col successo attuale, non ha escluso di dirigere altri episodi.

## Accoglienza
L'episodio ha segnato 2.0/5 nel rating di share tra le utenze dai 18 ai 49 anni, con un totale di circa 4.81 milioni di spettatori nella prima messa in onda, alle 22:15.. Nella stessa serata venne ritrasmesso alle 23:30 e, in totale, fu visto da 7.1 milioni di spettatori.

### Critica
La critica positiva è stata pressoché unanime, come dimostrato tra l'altro dalla conferma immediata di una seconda stagione poche ore dopo la messa in onda dell'episodio. David Hinkley del New York Daily News ha affermato che "Guardare Boardwalk Empire è come stare seduti nella propria taverna favorita e sentir qualcuno che dice "Offre la casa". Non c'è niente di meglio".
Paige Wiser (Chicago Sun-Times): "un avvenimento da non perdere", lodando in particolare la performance di Buscemi, definendola "affascinante".
In Italia il pilot ha avuto la medesima accoglienza positiva generale: "(…) Il grande regista imprime alla storia la sua firma indelebile, dall'accuratezza dei dettagli alla ricostruzione pignola del paesaggio d'epoca sino alla geometria fluida dei movimenti di macchina (…).
(…) Siamo a uno dei capolavori della storia della tv (Curzio Maltese)

(...) Televisione come Dio comanda: tesa, nervosa, spettacolare, benissimo recitata. (...) Boardwalk Empire rappresenta il matrimonio perfetto tra cinema e tv. (...) (Michele Anselmi)